# Inglete

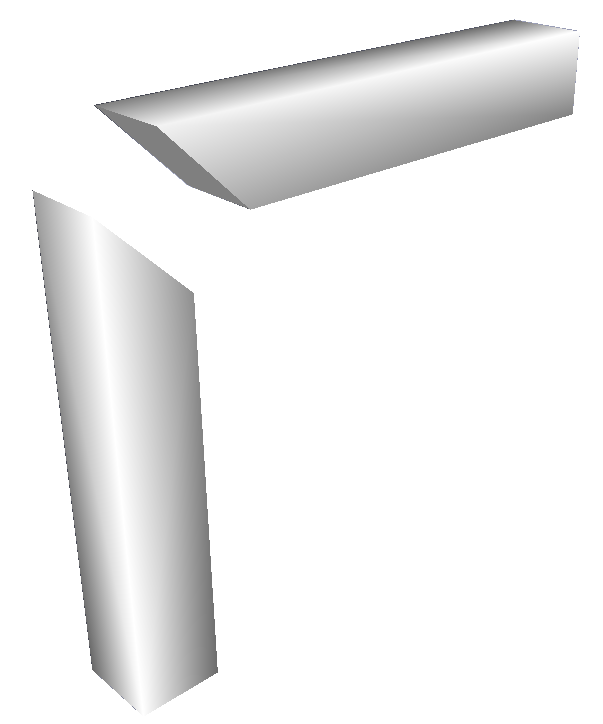
Unión con ingletes

Se llama inglete al ángulo de 45° que con cada uno de los catetos forma la hipotenusa de la escuadra.
En general, se dice de los ensamblajes de una plancha, de una moldura en ángulo, pero en particular designa los ensamblajes hechos siguiendo un ángulo de 45°. Los marcos, los encuadramientos de recuadros están formados con molduras talladas a inglete y ensambladas por medio de mortajas o simplemente por claros.
- El contenido de este artículo incorpora material del tomo 28, 1ª parte de la Enciclopedia Universal Ilustrada Europeo-Americana (Espasa), cuya publicación fue anterior a 1945, por lo que se encuentra en el dominio público.

- Datos: Q1498588
- Multimedia: Miter joints / Q1498588